# Morchopna
Morchopna fou un estat tributari protegit al prant de Gohelwar a l'agència de Kathiawar, Gujarat, presidència de Bombai, format per un sol poble amb una superfície de 228 km² i una població (1881) de 729 habitants. Els ingressos estimats el 1881 era de 70 lliurss i el tribut que pagava era de 16 lliures al Gaikwar de Baroda i de 18 al nawab de Junagarh.